# 2009 aux États-Unis
Chronologie des États-Unis
- 2005
- 2006
- 2007
- 2008
- 2009
- 2010
- 2011
- 2012
- 2013

 2007 par pays en Amérique - 2008 par pays en Amérique - 2009 par pays en Amérique
2010 par pays en Amérique - 2011 par pays en Amérique 
Janvier - Février - Mars - Avril - Mai - Juin
Juillet - Août - Septembre - Octobre - Novembre - Décembre
Cette page concerne des événements qui se sont produits durant l'année 2009 du calendrier grégorien aux États-Unis.

## Gouvernement
- Président : George W. Bush jusqu'au 20 janvier, puis Barack Obama
- Vice-président : Dick Cheney jusqu'au 20 janvier, puis Joe Biden
- Secrétaire d'État : Condoleezza Rice jusqu'au 20 janvier, puis Hillary Clinton

- Chambre des représentants - Présidente : Nancy Pelosi (Parti démocrate)

## Principaux évènements

### Janvier 2009 aux États-Unis
- Vendredi 2 janvier 2009 : recomposition majeure du paysage bancaire américain : les banques Bank of America, Wells Fargo et PNC annoncent avoir bouclé l'acquisition de leurs concurrentes respectives Merrill Lynch, Wachovia et National City. Bank of America revendique désormais la plus grosse division de gestion de fortune au monde, avec quelque 20 000 conseillers financiers et quelque 2 700 milliards de dollars d'actifs. Wells Fargo revendique le plus important réseau de distribution du pays, avec 11 000 agences, et la position de deuxième plus grosse banque par les dépôts et quelque 14 000 milliards de dollars d'actifs. PNC devient la cinquième banque du pays avec quelque 291 milliards de dollars d'actifs[1].

- Lundi 5 janvier 2009 : le plan de relance du président Barack Obama présenté au Congrès, prévoit des réductions d'impôts de 300 milliards de dollars réparties en allègements fiscaux pour les particuliers qui gagnent plus de 200 000 dollars par an et pour les entreprises qui embauchent, ce qui devrait contribuer « à sauver ou créer » trois millions d'emplois d'ici 2011.

- Mercredi 7 janvier 2009 : selon le Bureau du budget du Congrès (CBO), le déficit budgétaire des États-Unis pour l'exercice 2008/2009 devrait atteindre le montant exceptionnel de 1 200 milliards de dollars, soit 8,3 % du produit intérieur brut, mais sans prendre en compte le plan de relance massif de l'économie américaine voulu par la nouvelle administration du président Barack Obama et les démocrates du Congrès qui devrait se monter à au moins 775 milliards de dollars. Pour l'exercice 2007/2008, clos fin septembre, le déficit a atteint 438 milliards de dollars, soit 3,1 % du PIB.

- Vendredi 15 janvier 2009 : un avion Airbus A320 de la compagnie aérienne US Airways transportant 155 personnes s'est posé en planant sur le fleuve Hudson, au niveau de la 48e rue à New York, près de l'aéroport de La Guardia, et a pu être récupéré flottant sur les eaux glacées. Le vol US Airways 1549 venait de décoller pour sa destination finale, Charlotte (Caroline du Nord), quand il fut pris dans un vol d'oiseaux — des oies — à 975 m d'altitude. Le pilote parvint à poser délicatement son Airbus A320-214 [N106US, c/n 1044] sur le fleuve Hudson à 15h31. Les ferries rapidement sur place ont évacué les 150 passagers et 5 membres d'équipage. Il y a eu seulement qu'une jambe cassée et quelques cas d'hypothermie sans gravité[2],[3].

- Dimanche 18 janvier 2009 : les festivités d'investiture du nouveau président Barack Obama ont commencé à Washington, par un hymne à la « grandeur de l'Amérique », balayant 200 ans d'Histoire des États-Unis, des épisodes les plus glorieux aux moments les plus sombres. Plus de 50 vedettes ont enregistré des vidéos sur le site de socialisation MySpace, pour témoigner de leur engagement envers le prochain président.

- Mardi 20 janvier 2009 : Inauguration Day avec l'investiture de Barack Obama comme 44e président des États-Unis devant plus de deux millions de personnes rassemblées sur le Mall, l'esplanade qui fait face au Capitole. Le nouveau président a prêté serment sur la même Bible que son modèle en politique, Abraham Lincoln, puis a ensuite prononcé un discours d'investiture très attendu.

- Mardi 27 janvier 2009 : des responsables de la SEC, le gendarme boursier américain, ont été auditionnés devant la commission bancaire du Sénat. Ils sont apparus désemparés et sans réponse devant les nombreuses questions soulevées par la fraude historique du financier Bernard Madoff et posées par des sénateurs surpris que la plus importante fraude dans l'histoire de Wall Street ait pu passer inaperçue pendant des années. Selon le sénateur Chuck Schumer : « La fraude de Madoff est si énorme et évidente et est intervenue sur une si longue période qu'il est tout simplement inexplicable que la SEC ne s'en soit pas rendu compte ». Linda Thomsen, responsable de l'application des règles à la SEC, s'est plainte d'un manque de personnel et de ressources, affirmant que la SEC dispose de 425 personnes pour superviser les conseillers financiers et les fonds commun de placement et 315 autres personnes pour surveiller les courtiers tandis qu'elle est censée se pencher sur les activités de 11 300 conseillers en investissement, 4 600 fonds et 5 500 courtiers. Seulement 10 % des conseils en investissement sont inspectés tous les trois ans.

- Mercredi 28 janvier 2009 : la présidente démocrate de la Chambre des représentants Nancy Pelosi déclare que les démocrates ne feront pas de « compromis » avec les républicains sur le plan de relance de 825 milliards de dollars : « Nous ne ferons pas de compromis sur la réponse aux besoins des Américains [...] ils veulent des emplois, ils veulent des certitudes en matière d'éducation des enfants. Ils veulent des possibilités en matière de protection santé, ils veulent que nous agissions pour eux ». Des amendements proposés par les républicains ont été acceptés par les démocrates lors de l'examen du texte dans différentes commissions, mais les grandes lignes restent l'œuvre des démocrates. La Chambre des représentants approuve le plan de relance de l'économie américaine pour un montant de 819 milliards de dollars, qui doit encore être approuvé par le Sénat.

### Février 2009 aux États-Unis
- Mercredi 4 février 2009 : la liste complète des victimes directes de l'escroc Bernard Madoff est révélée par le tribunal de New York chargé de la liquidation de ses entreprises et de ses activités. Parmi elles, l'acteur John Malkovich, les retraités de Long Island, la banque française BNP Paribas, la fondation Steven Spielberg et le présentateur vedette de CNN Larry King[4].

- Jeudi 5 février 2009 : le président Barack Obama estime que l'économie américaine est chaque jour « plus malade », afin de maintenir la pression sur le Congrès et sur ses adversaires républicains et faire adopter au plus vite un gigantesque plan de relance au moment où ses amis démocrates et les républicains s'opposent au Congrès sur un tel plan de relance : « Notre économie est chaque jour plus malade et c'est maintenant qu'il faut administrer le remède qui remettra les Américains au travail, fera repartir notre économie et investira dans une croissance durable [...] Il n'échappe plus à personne à présent que la crise économique dont nous avons hérité est la plus profonde et la plus terrible que nous ayons connue depuis la Grande dépression [...] Si rien n'est fait, cette récession pourrait durer des années. Notre économie perdra cinq millions d'emplois supplémentaires. Le chômage approchera les 10 %. Notre pays sombrera plus profondément dans une crise qu'à un moment donné nous risquons de ne plus pouvoir résorber ».

### Mars 2009 aux États-Unis
- Mardi 3 mars 2009 :  le président de la Réserve fédérale Ben Bernanke se  dit devant le Sénat « en colère » contre le groupe d'assurances AIG, renfloué par l'État à hauteur de 180 milliards de dollars depuis septembre : « S'il y a un seul événement depuis les 18 derniers mois qui m'a mis en colère, je ne peux penser à aucun autre plus qu'à AIG [...] La situation d'AIG me met à l'évidence très mal à l'aise [...] Nous avons pris ces mesures parce que nous pensions d'abord que la faillite du plus grand groupe d'assurances du monde [...] serait catastrophique pour la stabilité du système financier mondial ». Ben Bernanke s'est dit persuadé que le soutien de l'État allait « contribuer à stabiliser le groupe », au lendemain de l'annonce d'un apport de 30 milliards de dollars de fonds publics supplémentaires. AIG a signé en 2008 la plus grande perte jamais enregistrée par une entreprise américaine, avec 99,3 milliards de dollars dont 61,7 milliards sur le seul quatrième trimestre, ce qui a obligé les autorités à le renflouer à hauteur de 180 milliards de dollars depuis septembre. Cependant l'hémorragie financière continue au premier trimestre pour le groupe américain d'assurances d'AIG, menacé de perdre encore des milliards de dollars, car conservant « 12 milliards de dollars d'exposition à des assurances de crédit sur des positions impliquant principalement des prêts hypothécaires de type subprime ».

- Samedi 7 mars 2009 : le président Barack Obama s'engage  à mettre un terme aux pratiques budgétaires « irresponsables » qui appartiennent selon lui « au passé » et à agir énergiquement pour que les États-Unis sortent renforcés de la crise. Selon lui, son administration a hérité d'un déficit budgétaire de 1 300 milliards de dollars, dont le gouvernement précédent et  Wall Street ont truqué les chiffres pendant des années afin de cacher le coût réel des dépenses.  L'administration Obama table sur un déficit budgétaire record de 1 752 milliards de dollars en 2009, réduit à 1 171 milliards en 2010. Il a aussi exhorter les Américains à tirer profit de la dureté des temps :  « Oui, c'est un moment de défi pour notre pays. Mais nous avons déjà vécu de grandes épreuves. Et avec chaque épreuve, chaque génération a découvert la capacité non seulement d'endurer, mais de prospérer, de découvrir de grandes opportunités au cœur des grandes crises [...] C'est ce que nous pouvons et devons faire aujourd'hui et je suis sûr que c'est ce que nous ferons ». Au sujet de la réforme du système de santé américain, le plus cher au monde mais qui prive aussi de toute couverture médicale quelque 48 millions de personnes, sans compter tous ceux qui sont mal assurés, il déclare : « Nos idées et opinions sur la manière de mener cette réforme à bien peuvent diverger, mais notre objectif doit être le même : un système de soins de qualité et abordable pour chaque américain, qui n'obère plus les budgets des familles, des entreprises et du gouvernement ».

- Mercredi 11 mars 2009 : selon un rapport du Centre national de recherche sur les familles sans abri, un  enfant américain sur 50 est un sans abri. Selon les estimations fournies par l'analyse des données de l'année 2005-2006, 1,5 million d'enfants ont vécu sans abri au moins une fois cette année-là, une situation aggravée par les pertes d'emploi et les saisies immobilières. Le rapport  pointe l'incapacité de la plupart des États à lutter contre un phénomène que la crise économique aggrave et qui reste négligé. Selon le document, les enfants sans abri souffrent plus volontiers de la faim que les autres enfants, ont plus de problèmes de santé chronique, redoublent plus souvent à l'école quand ils n'en sont pas exclus. Il fait apparaître les dégâts à long terme résultant de la perturbation des liens d'amitié, des soins et de la routine familiale.

- Jeudi 19 mars 2009 : 4,3 millions de naissances ont été enregistrées aux États-Unis en 2007 plus que pendant tout autre année de l'histoire du pays dépassant le pic du baby boom il y a 50 ans. Le taux de natalité a légèrement augmenté chez les femmes de tous les âges, et les naissances chez les femmes non mariées a atteint un record d'environ 40 %. Plus des trois quarts de ces femmes avaient 20 ans ou plus. En moyenne, une femme américaine fait 2,1 enfants dans sa vie. Les États-Unis vivent un baby boom avec un taux de fertilité croissant dans tous les groupes raciaux. Le taux de fertilité le plus élevé se trouve parmi les hispaniques.

- Lundi 30 mars 2009 : le président Barack Obama présente son plan de sauvetage du secteur automobile américain particulièrement touché par la crise, promettant : « Nous ne pouvons pas, nous ne devons pas et nous ne laisserons pas disparaître notre industrie automobile ». Le président  a recalé les plans de restructuration élaborés par General Motors et Chrysler et sommé les deux constructeurs automobiles de présenter des solutions « viables », laissant ouvertement planer la menace d'une faillite afin de se restructurer, comme le permet le chapitre 11 de la loi, car ces  plans « ne vont pas suffisamment loin pour justifier les nouveaux investissements substantiels que réclament ces entreprises » auprès des contribuables : « Il y a des emplois qui ne pourront être sauvés et des usines qui ne rouvriront pas [...] des choix difficiles [devront être faits par les deux groupes, soutenus par les deniers de l'Etat] Ce secteur est comme aucun autre un emblème de l'esprit américain et un symbole du passé comme de l'avenir de la réussite de l'Amérique [...] C'est un pilier de notre économie ». Fin décembre les deux constructeurs ont reçu une aide fédérale de 17,4 milliards de dollars et demandent une nouvelle rallonge de 16,6 milliards pour GM et 5 milliards pour Chrysler. GM a 60 jours pour présenter une stratégie « viable » et Chrysler à 30 jours pour conclure un accord définitif avec l'italien Fiat, qui doit lui apporter la technologie et les modèles dont il a besoin.

### Avril 2009 aux États-Unis
- Samedi 4 avril 2009 :  le président Barack Obama prévoit un nouvel assouplissement des sanctions contre Cuba, en permettant notamment aux Américains d'origine cubaine de voyager de façon illimitée dans l'île communiste et envisage également d'autoriser les transferts de fonds illimités de particuliers vers Cuba. Ces nouvelles règles, qui ne nécessitent pas l'accord du Congrès, concerneraient près de 1,5 million d'Américains dont un membre de la famille vit à Cuba.

- Lundi 6 avril 2009 : le secrétaire à la Défense, Robert Gates,  lors de la présentation des nouvelles priorités du Pentagone et de ses recommandations budgétaires à la Maison Blanche, annonce la réouverture de la compétition sur le renouvellement de la flotte d'avions ravitailleurs qui oppose le constructeur américain Boeing à l'alliance EADS/Northrop Grumman, mais affirme son opposition à un partage du contrat entre les deux rivaux, en estimant que c'était une mauvaise politique d'achat qui à terme s'avérerait beaucoup plus coûteuse qu'une solution ne retenant qu'un seul type d'avion. Le méga-contrat de 35 milliards de dollars portant sur 179 avions avait été attribué en février 2008 à l'alliance EADS/Northrop Grumman, mais Boeing avait contesté la décision et déposé un recours auprès de la Cour des comptes américaine (GAO), qui avait tranché en sa faveur, recommandant une réouverture de la compétition.

- Vendredi 17 avril 2009 : l'Agence américaine de protection de l'environnement (EPA) déclare les gaz à effet de serre dangereux pour la santé publique, selon la volonté du président Barack Obama de prendre à bras le corps le problème du réchauffement climatique. Cette décision ouvre la voie à des réglementations de ces émissions — dont la plus importante est le dioxyde de carbone (CO2) — qui tomberont désormais sous le coup de la loi antipollution, dite « Clean Air Act », en vigueur depuis 1970. Les autorités fédérales pourront désormais prendre des mesures pour limiter ces émissions, dégagées par les voitures, avions, centrales électriques au charbon ou raffineries de pétrole, et qui contribuent au réchauffement de la planète.

### Juin 2009 aux États-Unis
- Jeudi 18 juin 2009 :  le Sénat des États-Unis présente formellement des excuses, au nom du peuple américain, pour « l'esclavage et la ségrégation raciale » envers les Noirs américains. Cette résolution symbolique a été approuvée par acclamation, démocrates et républicains étant largement d'accord sur les termes du texte. Elle devra être également être adoptée par la Chambre des représentants, mais ne requiert pas de signature du président Obama. Le texte reconnaît « l'injustice fondamentale, la cruauté, la brutalité et l'inhumanité de l'esclavage » et des lois ségrégationnistes connues sous le nom de « lois Jim Crow » qui ont été abolies en 1964[5].

- Vendredi 19 juin 2009 : le président Barack Obama signe la loi anti-tabac la plus restrictive jamais adoptée aux États-Unis, qui donne pour la première fois à la Food and Drug Administration (FDA), l'autorité responsable de l'alimentation et des médicaments, le pouvoir de régir le marché du tabac et des cigarettes. Cette loi permettra à la FDA d'abaisser le taux de nicotine dans les cigarettes, d'interdire les parfums sucrés destinés à attirer les jeunes et de bannir les termes induisant les consommateurs en erreur comme « légère » ou « faible taux de goudron ». Les compagnies cigarettières se verront dans l'obligation d'apposer de larges avertissements sur leurs paquets. La FDA pourra aussi contrôler les produits entrant dans la composition du tabac, rendre publics les ingrédients et interdire les campagnes de publicité tournées vers les jeunes.
- Jeudi 25 juin 2009 : La mort de l'artiste musical Michael Jackson déclenche une vague de chagrin à l'échelle mondiale. En ligne, les réactions à l'événement paralysent plusieurs sites et services majeurs, car l'abondance de personnes accédant aux adresses Web pousse le trafic Internet à des niveaux historiques et sans précédent.

### Juillet 2009 aux États-Unis
- Mardi 7 juillet 2009 : Un service commémoratif public pour Michael Jackson a eu lieu au Staples Center de Los Angeles, en Californie.

### Août 2009 aux États-Unis
- Mercredi 26 août : Jaycee Lee Dugard, une jeune femme qui a été enlevée quand elle avait 11 ans en 1991, fut libérée après 18 ans de séquestration par les couples ravisseurs Phillip Garrido et Nancy Garrido à Antioch en Californie.

### Septembre 2009 aux États-Unis
- Jeudi 17 septembre 2009 : le président Barack Obama annonce l'abandon du projet d'installation d'un bouclier antimissile en Pologne et en République tchèque et son remplacement par un nouveau projet de batteries de missiles antimissiles de courte et moyenne portée. Le président Dmitri Medvedev salue cette décision comme « responsable » et le 19, la Russie renonce à déployer des missiles Iskander à Kaliningrad.

- Jeudi 24 septembre 2009 : 3e sommet du G20 à Pittsburgh (Pennsylvanie). Les participants s'engagent à mettre fin aux « pratiques bancaires antérieures » et à « encadrer les bonus ».

## Culture

### Cinéma

#### Films américains sortis en 2009
- 21 août : Inglourious Basterds, film de Quentin Tarantino.
- 18 décembre : Avatar, film de James Cameron.

#### Autres films sortis aux États-Unis en 2009
- District 9, sorti le 5 septembre

#### Oscars
La 81e cérémonie des Oscars s’est déroulée le 22 février 2009 au Kodak Theater de Los Angeles et a récompensé des films sortis en 2008 :
- Meilleur film : Slumdog Millionaire de Danny Boyle
- Meilleur réalisateur : Danny Boyle pour Slumdog Millionaire
- Meilleur acteur : Sean Penn pour Harvey Milk de Gus Van Sant
- Meilleure actrice : Kate Winslet pour The Reader de Stephen Daldry
- Meilleur film documentaire : Le Funambule (Man on Wire) de James Marsh
- Meilleure musique de film : A.R. Rahman pour Slumdog Millionaire de Danny Boyle
- Meilleur film en langue étrangère : Departures  (おくりびと) (Okuribito?), film de Yōjirō Takita •  Japon (en japonais)

## Naissance en 2009
- 15 avril : Julia Butters, actrice.

## Décès en 2009
Janvier
- 2 janvier : Donald Westlake (75 ans), auteur de romans policiers.
- 2 janvier : Jett Travolta (16 ans), fils unique de l'acteur John Travolta et de l'actrice Kelly Preston.
- 27 janvier : John Updike (76 ans), romancier.
- 27 janvier : Billy Powell (56 ans), musicien canadien de rock.

Février
- 6 février : Dewey Martin (66 ans), musicien de rock.
- 6 février : James Whitmore (87 ans), acteur.
- 14 février : Jack Cover (88 ans), scientifique, inventeur du pistolet électrique Taser.
- 20 février : Socks (19 ans), chat de l'ancien président des États-Unis Bill Clinton.

Mars
- 29 mars : Maurice Jarre (84 ans), compositeur français.
- 29 mars : Helen Levitt (95 ans), photographe.

Juin
- 25 juin : Farrah Fawcett, actrice
- 25 juin : Michael Jackson, chanteur

Juillet
- 1er juillet : Karl Malden, acteur

Août
- 25 août : Edward Kennedy, sénateur

Septembre
- 14 septembre : Patrick Swayze, acteur

Décembre
- 5 décembre : Jim Rohn, entrepreneur et écrivain